# Future Shorts
«Future Shorts» — международный фестиваль короткометражного искусства: кино и анимации, который Фабьен Ригалл основал в 2003 году. 
Международная сеть фестиваля состоит более чем из двух десятков стран, где фестиваль проходит регулярно, и десятков стран, где Future Shorts планирует развиваться. Сеть фестиваля Future Shorts растянулась от Бразилии до Южной Кореи: несколько раз в месяц показы проходят в кинотеатрах и клубах Лондона, Парижа, Москвы, Киева, Рима, Эдинбурга, Осло, Гонконга. 
Для показа Future Storts отбирает лучшие 5 фестивальных программ в год, которые демонстрируются в кинотеатрах наряду с полнометражными фильмами 
Канал фестиваля на YouTube собирает миллионы просмотров.

## Future Shorts в России
Первый показ Future Shorts в России состоялся в апреле 2005 года в Москве. Каждая из последующих подборок «Без слов», «II», «Post», «Границы», «Наблюдения» сопровождалась успехом у публики. К концу 2006 году показ программы осуществлялся в 8 городах России, более 4,500 зрителям. Вслед за успешным развитием Future Shorts в России — представительства открылись на Украине, в Латвии, а с 2007 года также в Казахстане.
FutureShorts также работает совместно с различными фестивалями в России, создавая специальные подборки для Фестиваля Японского Кино, Фестиваля Тайского Кино, Nokialab, Пикника Журнала «Афиша» (2005), Kenzo TokyoShorts, Фестиваль «Мультивидение», Киновечеринка Esquire и других крупных культурных мероприятий.